# Bandar-e Charak
Bandar-e Chārak (farsi بندر چارک) è una città dello shahrestān di Bandar Lengeh, circoscrizione di Shibkoh, nella provincia di Hormozgan. È un porto che si affaccia sul Golfo Persico, a ovest di Bandar Lengeh. Aveva, nel 2006, una popolazione di 2.958 abitanti.